# Glen Wood
Glen Wood (Stuart, 18 luglio 1925 – Patrick, 18 gennaio 2019) è stato un pilota automobilistico e dirigente sportivo statunitense, fondatore della scuderia Wood Brothers Racing.

## Carriera
Dal 1953 al 1964 ha corso nella NASCAR Sprint Cup Series, vincendo 4 gare su 14 pole position.

## Riconoscimenti
È stato introdotto nella International Motorsports Hall of Fame nel 1992 e nella NASCAR Hall of Fame nel 2012.